# Estado de Piura

Piura con las reformas de la República Federal de los Incas

El Estado Litoral de Piura fue un proyecto de Estado Federal, conformado por el Departamento de Piura, dentro del proyecto unionista de los Estados Unidos Perú-Bolivianos que llegó a la etapa legislativa durante la Guerra del Pacífico, pero que no se logró concretar. Limitaría al norte con el Ecuador, al este con el Estado de Cajamarca, al sur con el Estado de Lambayeque y al oeste con el Océano Pacífico. Contaría para 1880 con 135 502 habitantes y su capital sería San Miguel de Piura.

## Historia
El 11 de junio de 1880, pocos días después de la derrota en la batalla de Tacna, bajo los mandatos de Nicolás de Piérola y Narciso Campero, ambos gobiernos firmaron en Lima un protocolo sobre las bases preliminares de la unión federal, que preveían:

[...] para afianzar la independencia y la inviolabilidad, paz interior y seguridad exterior de los Estados comprendidos, así como para promover su prosperidad (punto I). Los departamentos de cada una de las dos repúblicas se erigirían en Estados autónomos, con instituciones y leyes propias. Se juntarían Tacna y Oruro, y Potosí y Tarapacá (punto II); y las regiones del Chaco y del Beni y de la montaña peruana formarían distritos federales. Los Estados serían iguales en derechos y tendrían una ciudadanía común (punto V); habría un gobierno nacional conformado por los tres poderes clásicos; y la conducción de la política exterior de la Unión correspondería al Poder Ejecutivo Federal. El Presidente de la Unión sería elegido en votación directa por los ciudadanos de los Estados

## División administrativa
El Estado estaría dividido en 5 provincias
| Provincias del Estado de Piura | Provincias del Estado de Piura | Provincias del Estado de Piura |
| ------------------------------ | ------------------------------ | ------------------------------ |
| Provincia                      | Capital                        | Habitantes                     |
| Tumbes                         | Tumbes                         | 5878                           |
| Paita                          | Paita                          | 21025                          |
| Piura                          | San Miguel de Piura            | 54922                          |
| Ayabaca                        | Ayabaca                        | 35687                          |
| Huancabamba                    | Huancabamba                    | 18500                          |

## Reforma territorial

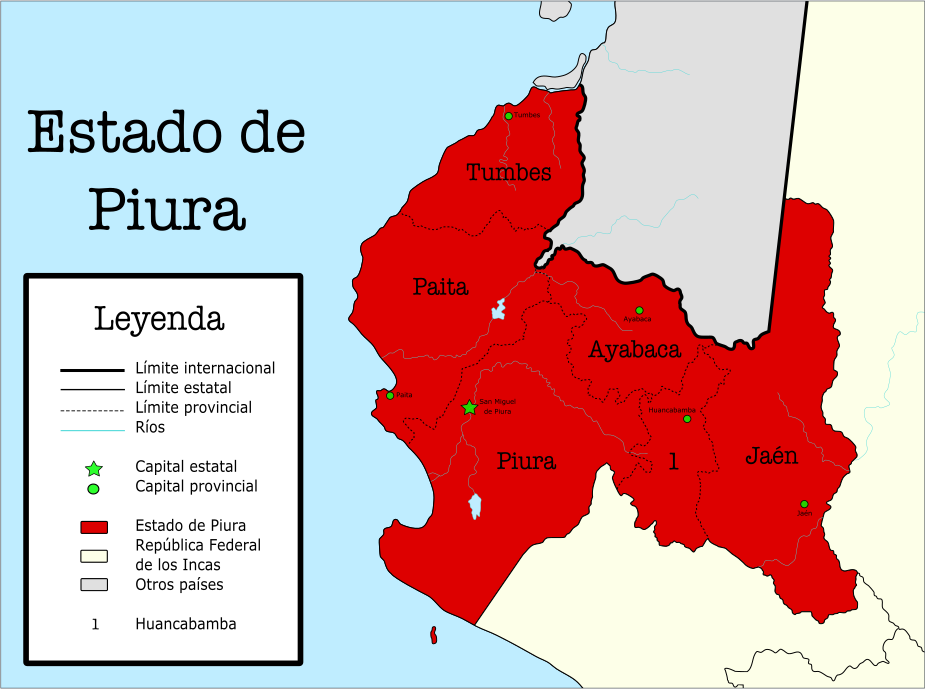
Reforma territorial para el Estado de Piura

Se tenía planeada una reforma territorial para casi todos los Estados de la Unión. En el caso del Estado de Piura, se propuso que se le agregara la provincia de Jaén, que pertenece al Estado de Cajamarca, exceptuando el distrito de Querecotillo y parte del distrito de Colasay al sur del río Huancabamba, los cuales se agregarían al Estado de Lambayeque para formar el Estado de Independencia.